# Francesc Berenguer de Blanes
Francesc Berenguer de Blanes i Berenguer (? - Ciutat de Mallorca, 1486), va ser lloctinent general del Regne de Mallorca (1469-1486). Baró de Canet (Canet d'En Berenguer, València)), era fill de Vidal de Blanes i de Castellar d'Orís, a qui va succeir en el càrrec de lloctinent, i de Joana Berenguer, a qui Pero Martines li dedicà un poema. El 1466 aixecà un estol, integrat per uns 2.000 homes, que lluità contra l'armada catalana, aixecada contra el rei Joan II, durant el Setge de Maó, el Setge d'Amposta, i en aigües de Marsella. Va voler lluitar contra els bàndols nobiliaris i va provar d'imposar una treva en el conflicte entre Nicolau Quint i Pere de Santjoan, que no va ser acceptada pels Quint, que, amb el suport dels Pacs i dels Anglada, demanaren al rei Joan II la seva destitució i la reforma de l'administració.